# Valekleven-Ombo öar
Valekleven-Ombo öar este o arie protejată (arie specială de conservare — SAC, sit de importanță comunitară — SCI) din Suedia întinsă pe o suprafață de 579 ha, integral pe uscat.

## Localizare
Centrul sitului Valekleven-Ombo öar este situat la coordonatele 58°37′44″N 14°34′08″E / 58.6289°N 14.569°E.

## Înființare
Situl Valekleven-Ombo öar a fost declarat sit de importanță comunitară în iunie 1996 pentru a proteja 1 specie de plante și 2 specii de animale. Situl a fost protejat și ca arie specială de conservare în martie 2011.

## Biodiversitate
Situată în ecoregiunea boreală, aria protejată conține 5 habitate naturale: Ape stătătoare oligotrofe până la mezotrofe, cu vegetație de Littorelletea uniflorae și/sau de Isoëto-Nanojuncetea, Taiga vestică, Păduri caducifoliate de mlaștină fino-scandinave, Pajiști cu Molinia pe soluri calcaroase, turboase sau argilos-nămoloase (Molinion caeruleae), Pajiști fino-scandinave uscate până la mezice, bogate în specii de altitudine mică.
La baza desemnării sitului se află mai multe specii protejate:
- plante (1): Buxbaumia viridis
- pești (2): zvârluga (Cobitis taenia), zglăvoacă (Cottus gobio)